# Életút (Kovács Kati-album)
Az MTVA kiadásában 2017-ben megjelent DVD-n Kovács Kati életpályájának fontos momentumai hallhatók. A DVD alig három hónap alatt aranylemez lett, amit az énekesnő 2018-ban az áprilisi szimfonikus nagykoncertjén vett át a kiadótól. A DVD a Kiadatlan dalok című ritkaságválogatás CD-vel egy tartóban kapható, afféle mellékletként.

## Felvételek
- 1965 Boo Hoo Hoo Hoo
- 1965 Szomorú lány
- 1965 Sóhaj
- 1965 Watermelon Man
- 1966 Nem leszek a játékszered
- 1966 Szeretném
- 1968 Egy pesti vasárnap
- 1968 Ne lépd át a küszöbömet többé
- 1968 Szerelemben soha nincsen igazság
- 1969 Keserű a méz
- 1974 Gőzmozdony
- 1976 Egy hamvas arcú kisgyerek
- 1977 Búcsú
- 1977 Indián nyár
- 1977 Úgy közétek állnék
- 1979 Hot Stuff
- 1979 Kötődés
- 1979 Én sohasem búcsúzom
- 1979 Úgy szeretném meghálálni
- 1980 Az én időm egyszer lejár
- 1980 Volt egy régi nyár
- 1980 Hol Van már...
- 1980 Mama Leone
- 1980 Mondd, gondolsz-e még arra
- 1981 Mindig van valami baj veled
- 1981 Woman In Love
- 1981 Egyveleg
- 1982 Hol vagy Józsi
- 1982 Így legyen
- 1982 Power of Love
- 1986 Hány példányban
- 1989 Nekem nincs dollárszámlám
- 1990 Ma este házibulit rendezünk
- 1990 Álmodj kiskölyök
- 1996 Bye Bye Love